# Penthea obscuroides
Penthea obscuroides là một loài bọ cánh cứng trong họ Cerambycidae.